# Districte de Neufchâteau
El Districte de Neufchâteau és un dels tres districtes amb què es divideix el departament francès dels Vosges, a la regió del Gran Est. Té 206 municipis. El cap del districte és la sotsprefectura de Neufchâteau. Inclou nou cantons: Lamarche, Châtenois, Coussey, Darney, Lamarche, Mirecourt, Monthureux-sur-Saône, Neufchâteau i Vittel.